# Meža
Meža je rijeka u Sloveniji. Duga je 43 km. Porječje iznosi 566 km². Izvire podno Govševe planine u blizni Črne na Koroškem i austrijske granice, zatim teče kroz Mežišku dolinu i naselja Prevalje i Ravne na Koroškem, te se ulijeva u Dravu kod Dravograda.